# Équipe de Bulgarie de curling
L'équipe de Bulgarie de curling est la sélection qui représente la Bulgarie dans les compétitions internationales de curling.
En 2017, l'équipe nationale est classé comme nation numéro 41 chez les hommes.

## Palmarès et résultats

### Palmarès masculin
Titres, trophées et places d'honneur
- Jeux Olympiques : aucune participation
- Championnats du monde : aucune participation

### Palmarès féminin
Titres, trophées et places d'honneur
- Jeux Olympiques : aucune participation
- Championnats du monde : aucune participation

### Palmarès mixte
Titres, trophées et places d'honneur
- Jeux Olympiques : aucune participation
- Championnat du Monde Doubles Mixte depuis 2017 (1 participation(s))
  - Meilleur résultat : 6ème pour : Championnat du Monde Doubles Mixte - Groupe B

### Palmarès curling en fauteuil
- aucune participation